# Margarete Müller (Politikerin, 1931)

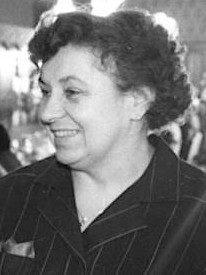
Margarete Müller (1988)

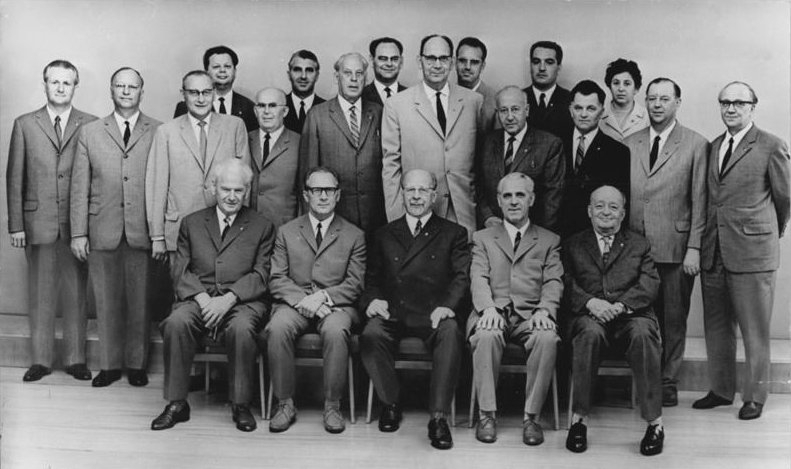
Politbüro des ZK der SED, Mitglieder und Kandidaten (1968)

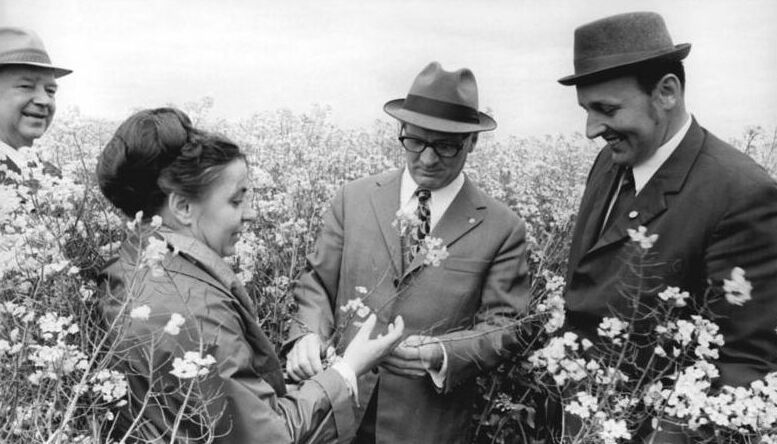
Margarete Müller (2. v. l.) 1972 mit Erich Honecker im Rapsfeld

Margarete Müller (* 18. Februar 1931 in Neustadt, Provinz Oberschlesien; † 12. Oktober 2024 in Ferdinandshof) war eine deutsche Politikerin. Sie war Kandidatin des Politbüros des ZK der SED.

## Leben
Müller besuchte von 1937 bis 1945 die Volksschule. Anschließend arbeitete sie von 1946 bis 1948 als Gärtnerin, bis 1950 dann als Traktoristin bei der MAS in Salow. Im Jahr 1950 begann sie eine Lehre auf dem Lehr- und Versuchsgut Gustavshof und ein Studium an der Fachschule für Landwirtschaft in Demmin. 1951 trat sie der SED bei.
Von 1953 bis 1958 studierte sie am Leningrader landwirtschaftlichen Institut in Puschkin. Danach war sie Agronomin der MTS Brohm und bis 1963 Vorsitzende der LPG Kotelow, zugleich auch Mitglied der SED-Leitung im Bezirk Neubrandenburg.
1963 bis 1989 war sie Mitglied des Zentralkomitees und Kandidatin des Politbüros des ZK der SED, ab 1963 zugleich Mitglied der Volkskammer und von 1971 bis 1989 Mitglied des Staatsrates. 1973–1976 leitete sie die Kooperative Abteilung Pflanzenproduktion beziehungsweise später die LPG Pflanzenproduktion in Kotelow, danach die Agrar-Industrie-Vereinigung (AIV) Pflanzenproduktion Friedland. Seit 1972 war sie Mitglied des Rates für Landwirtschaftliche Produktion und Nahrungsgüterwirtschaft.
Sie war neben Ingeburg Lange und Margot Honecker eine der wenigen Frauen im obersten Machtzirkel der DDR und dazu die einzige Person im Politbüro der SED, die ihr Geld als Werktätige verdiente. Ihr praktischer Einfluss blieb begrenzt, sie hatte keine leitenden Funktion im Staats- oder ZK-Apparat inne und bekam erst November 1988 überhaupt ein Büro im Gebäude des ZK.
Margarete Müller wurde unter anderem 1969 und 1975 mit dem Banner der Arbeit, 1974 mit dem Karl-Marx-Orden und 1981 mit dem Vaterländischen Verdienstorden in Gold ausgezeichnet.
1989/1990 trat sie von ihren Funktionen zurück. Am 20. Januar 1990 wurde sie wegen „Inkompetenz“ aus der SED-PDS ausgeschlossen.
Margarete Müller lebte in Galenbeck, Kotelow. Sie starb in einem Pflegeheim in Ferdinandshof.